# Talheim (powiat Tuttlingen)
Talheim – miejscowość i gmina w Niemczech, w kraju związkowym Badenia-Wirtembergia, w rejencji Fryburg, w regionie Schwarzwald-Baar-Heuberg, w powiecie Tuttlingen, wchodzi w skład wspólnoty administracyjnej Trossingen. Leży ok. 12 km na północny zachód od Tuttlingen, przy drodze krajowej B523.